# Nahrávací studio

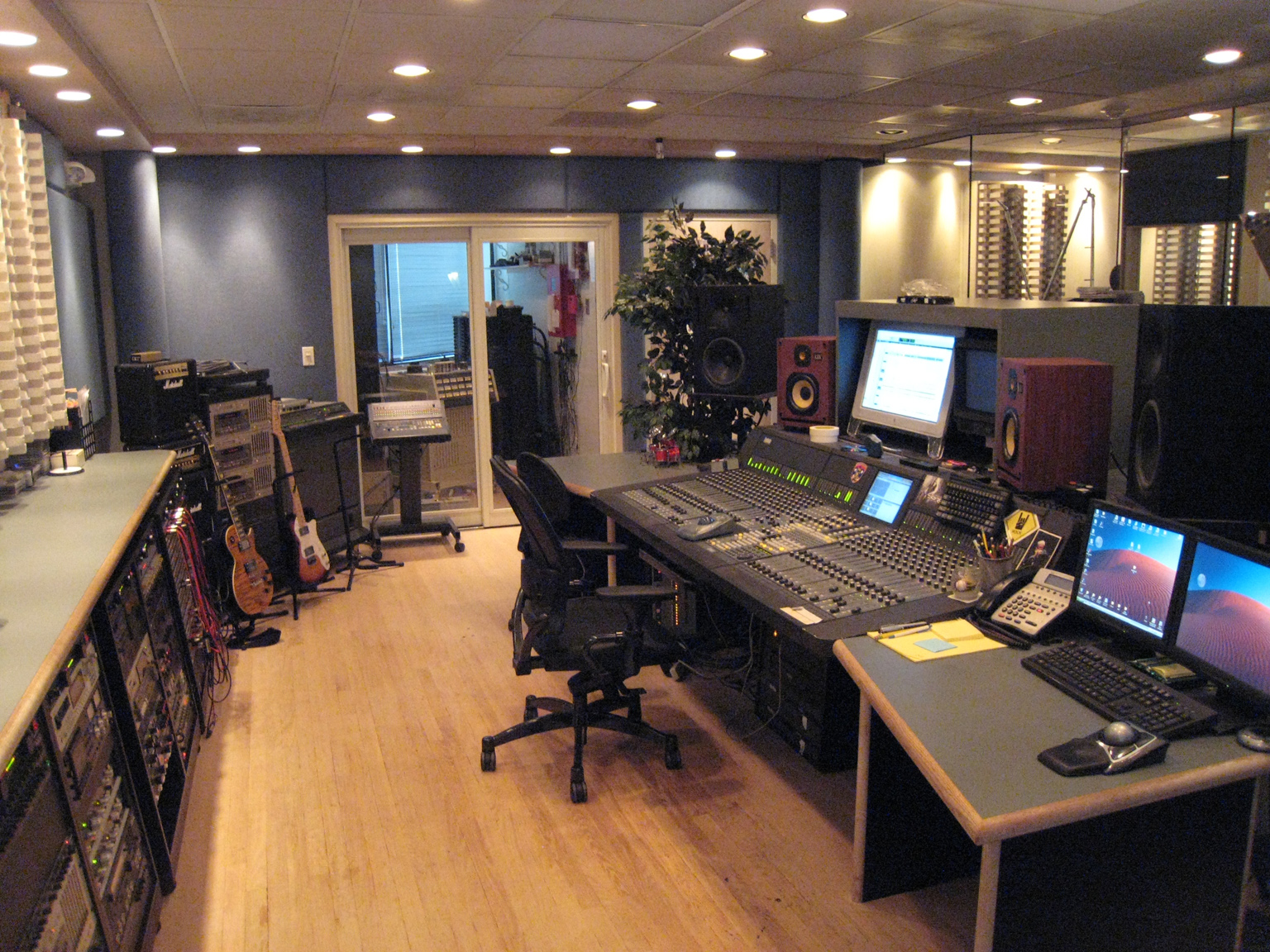
Interiér nahrávacího studia

Nahrávací studio je prostor pro nahrávání zvuku. Mělo by být složené z nejméně dvou místností, které jsou od sebe odděleny zvukotěsnou stěnou. První místnost slouží pro samotné nahrávání, instrumentalisté či zpěváci zde provádějí své party. Ve druhé místnosti se nachází zvukový inženýr, případně hudební producent, a zvuk zde upravuje na mixážních pultech. Ve 21. století vznikla možnost nahrávky pořizovat a upravovat na domácích počítačích. Studio by mělo být koncipováno tak, aby bylo možné dosáhnout optimálních akustických vlastností. Nahrávací studia jsou určena nejen pro nahrávání hudby, ale také například pro dabing, filmové ruchy, tvorbu samplů nebo audioknih.